# Caroline Ryan
Caroline Ryan (ur. 10 października 1979 w Thomastown) – irlandzka kolarka torowa i szosowa, brązowa medalistka mistrzostw świata.

## Kariera
Do 2008 roku Caroline Ryan uprawiała wioślarstwo, a dopiero później zajęła się kolarstwem. W 2011 roku zdobyła złote medale mistrzostw Irlandii w kolarstwie torowym w indywidualnym wyścigu na dochodzenie oraz w wyścigu na 500 m na czas. W tym samym roku wywalczyła także złoty medal mistrzostw kraju w kolarstwie szosowym, wygrywając indywidualną jazdę na czas. Na rozgrywanych rok później mistrzostwach świata w Melbourne zdobyła brązowy medal w wyścigu punktowym, w którym lepsze były tylko Rosjanka Anastasija Czułkowa i Kanadyjka Jasmin Glaesser. Ryan zdobyła tym samym pierwszy medal dla Irlandii w kolarstwie torowym od 116 lat, kiedy na mistrzostwach w Kopenhadze Harry Reynolds został mistrzem świata w sprincie amatorów.